# Nagyik
A Nagyik (eredeti cím: Nonnas) 2025-ös amerikai dráma filmvígjáték, amelyet Liz Maccie forgatókönyvéből Stephen Chbosky rendezett. A főbb szerepekben Vince Vaughn, Lorraine Bracco, Talia Shire, Brenda Vaccaro, Linda Cardellini és Susan Sarandon látható.
Az Amerikai Egyesült Államokban és Magyarországon 2025. május 9-én mutatták be a Netflixen.

## Cselekmény
Édesanyja, Maria halála után Joe Scaravella megvásárolja az üresen álló Spirito's éttermet Staten Islanden, hogy ott olasz vendéglőt nyisson. Édesanyja emlékére Enoteca Mariának nevezi el. Olasz származású nagymamákat keres, hogy főzzenek neki. A piacon Joe újra találkozik iskolai barátnőjével, Oliviával, akivel együtt ment a szalagavatóra. A konyhára felveszi a szicíliai Robertát, anyja barátnőjét, anyja gyermektelen fodrászát és cukrászát, Giát, Olivia szomszédasszonyát, a bolognai Antonellát és a bronxi Teresa egykori apácát, aki a Craigslisten feladott hirdetésre jelentkezett. Barátja, Bruno kezdetben azt tanácsolja neki, ne valósítsa meg tervét, de aztán mégis támogatja az átalakítási munkálatokban, Bruno felesége, Stella viszont azonnal lelkesedik az ötletért.
Miután Roberta bárányfejes capuzzellét készít a sütőben, Roberta és Antonella között vita alakul ki, ami a sütőben keletkezett tűzhöz és a tűzoltók beavatkozásához vezet. Olivia segít Joe-nak a takarításban, aki megtudja, hogy Antonella segített neki Olivia férje halála után. A konyhában keletkezett tűz miatt Joe-nak a hatóságok nem engedélyezik az étterem nyitvatartását. Egy új sütőre is szüksége van. Bruno azzal vádolja Joe-t, hogy szokásához híven elhamarkodottan kezdett bele az egész projektbe. A jogi tanulmányait újra felvett Olivia közbenjárására, aki korrupcióval vádolja a hatósági személyt, Joe mégiscsak megkapja az engedélyt. A Bruno és Joe közötti vita után Joe megtudja, Bruno eladta a klasszikus autóját, hogy ki tudja fizetni az étterem munkásait.
Az étterem megnyitása után a vendégek távol maradnak, részben azért, mert a környéken bojkottra szólítottak fel. Joe ezért be akarja zárni az éttermet. A rendelkezésre álló ételekkel nagy bulit szerveznek, amelyre minden barátot és családtagot meghívnak. Gia javaslatára Joe kóstolót visz Edward Durant étteremkritikusnak, aki megbízza az étterem egyik alkalmazottját, hogy látogassa meg az helyet. A kedvező kritika, amelyet ezután közzétesz, ahhoz vezet, hogy az étterem mégiscsak sikeres lesz. Olivia és Joe egy párt alkotnak. A film végi stáblista alatt a  valódi Enoteca Mariában készült felvételek látható.

## Szereplők
| Szerep         | Színész          | Magyar hang      |
| -------------- | ---------------- | ---------------- |
| Joe Scaravella | Vince Vaughn     | Kardos Róbert    |
| Gia            | Susan Sarandon   | Vándor Éva       |
| Roberta        | Lorraine Bracco  | Martin Márta     |
| Teresa         | Talia Shire      | Kiss Mari        |
| Antonella      | Brenda Vaccaro   | Szabó Éva        |
| Olivia         | Linda Cardellini | Bognár Anna      |
| Stella         | Drea de Matteo   | Ónodi Eszter     |
| Bruno          | Joe Manganiello  | Király Attila    |
| Al             | Michael Rispoli  | Galbenisz Tomasz |
| Edward Durant  | Campbell Scott   | Hirtling István  |

### Magyar változat
- Magyar szöveg: Varga Éva
- Hangmérnök: Gábor Dániel
- Vágó: Kajdácsi Brigitta
- Gyártásvezető: Hódos Edina
- Szinkronrendező: Nikas Dániel
- Produkciós vezető: Kónya Andrea

A szinkront a Mafilm Audio Kft. készítette el.

## A film készítése
A Nagyik Joe Scaravella élete alapján készült, aki a Staten Island-i Enoteca Maria étterem tulajdonosa, ahol a nagymamákat hívják meg séfnek dolgozni. A Madison Wells és a Matador Content produkciós cégek megvásárolták Scaravella életével kapcsolatos jogokat, és Liz Maccie forgatókönyvíróval közösen fejlesztették ki a projektet.
A forgatás 2023 májusa és júniusa között zajlott New Jersey különböző helyszínein, többek között Jersey Cityben, Hobokenben, Bayonne-ban, Patersonban, Lindenben, Elizabethben és Edisonban.

## Bemutató
2024 szeptemberében a Netflix egy árverésen több mint 20 millió dollárért megszerezte a film nemzetközi forgalmazási jogait, és valamikor 2025-ben tervezte a film bemutatását; 2025. május 9-én jelent meg.

## Fogadtatás
A Rotten Tomatoes weboldalon 80%-os értékelést kapott 35 kritika alapján, az átlagos értékelése 6,8 pont a 10-ből. A Metacritic oldalán 100-ból 57 pontot kapott (11 kritika alapján), ami „vegyes vagy átlagos” értékelést jelent.